# Lepisiota dolabellae
Lepisiota dolabellae är en myrart som först beskrevs av Auguste-Henri Forel 1911.  Lepisiota dolabellae ingår i släktet Lepisiota och familjen myror. Inga underarter finns listade i Catalogue of Life.